# Alfredo Anderson
Alfredo Anderson (nacido el 31 de octubre de 1978) es un exfutbolista panameño que se desempeñaba como delantero.
Alfredo Anderson jugó 12 veces y marcó 2 goles para la selección de fútbol de Panamá entre 2000 y 2001.

## Selección nacional
| Selección de fútbol de Panamá | Selección de fútbol de Panamá | Selección de fútbol de Panamá |
| Año                           | Part.                         | Goles                         |
| ----------------------------- | ----------------------------- | ----------------------------- |
| 2000                          | 4                             | 0                             |
| 2001                          | 8                             | 2                             |
| Total                         | 12                            | 2                             |

### Participaciones en Selección Nacional
| Copa            | Sede     | Resultado    | Partidos | Goles |
| --------------- | -------- | ------------ | -------- | ----- |
| Copa Uncaf 2001 | Honduras | Cuarto lugar | 5        | 2     |

### Goles internacionales
| Goles internacionales | Goles internacionales | Goles internacionales                                  | Goles internacionales | Goles internacionales | Goles internacionales | Goles internacionales |
| Gol                   | Fecha                 | Lugar                                                  | Oponente              | Anotación             | Resultado             | Competición           |
| --------------------- | --------------------- | ------------------------------------------------------ | --------------------- | --------------------- | --------------------- | --------------------- |
| 1                     | 27 de mayo de 2001    | Estadio Excelsior, Puerto Cortés, Honduras             | Honduras              | 6-0                   | 6-0                   | Copa UNCAF 2001       |
| 2                     | 1 de junio de 2001    | Estadio Nacional de Tegucigalpa, Tegucigalpa, Honduras | El Salvador           | 1-1                   | 1-1                   | Copa UNCAF 2001       |

## Clubes
| Club               | País           | Año       |
| ------------------ | -------------- | --------- |
| Plaza Amador       | Panamá         | 1998      |
| Charleston Battery | Estados Unidos | 1999      |
| Árabe Unido        | Panamá         | 1999-2001 |
| Omiya Ardija       | Japón          | 2001      |
| Árabe Unido        | Panamá         | 2001-2007 |